# Slovan Wiedeń
SK Slovan HAC – austriacki klub piłkarski, mający siedzibę w wiedeńskiej dzielnicy Penzing.

## Historia
Chronologia nazw:
- 1906: Sportovni Klub Slovan ve Vídni
- 1941: Wiener AC Sparta
- 1945: SK Slovan Wien
- 1960: SK Slovan-Olympia Wien – po fuzji z SC Olympia 33
- 1969: SK Slovan Wien
- 1976: SK Slovan HAC – po fuzji z Hütteldorfer AC

Klub sportowy Sportovni Klub Slovan ve Vídni został założony w miejscowości Wiedeń 11 stycznia 1902 roku przez „Stowarzyszenie Czeskich Przyjaciół Sportu w Wiedniu”, które powstało w 1898 roku. Do 1911 roku w zielono-białych barwach występował w nieoficjalnych rozgrywkach. W sezonie 1911/12 zespół startował w pierwszych oficjalnych rozgrywkach mistrzostw Austrii, które początkowo ograniczały się do drużyn wiedeńskich. W debiutowym sezonie 1911/12 zajął 6.miejsce w 2.Klasse B (D3). W następnym sezonie był trzecim. Dopiero w 1914 zdobył awans do 2.Klasse A. Potem występował na drugim poziomie aż do 1923 roku, aby zwyciężyć w 2. Klasse Süd i świętować historyczny awans do 1. Klasse. W debiutowym sezonie 1923/24 na najwyższym poziomie zajął 9.miejsce. Również w 1924 roku dotarł do finału Pucharu Austrii, ale przegrał z Wiener Amateur-SV po dogrywce 6:8 (po 90 min. było 4:4). W kolejnych sezonach klub znajdował się głównie w dolnej części tabeli i ostatecznie musiał zaakceptować spadek do drugiej ligi w 1929 roku. W sezonie 1929/30 zwyciężył w II. Lidze i po roku wrócił do I. Ligi. Po dwóch ostatnich miejscach z rzędu w I. Lidze (w 1931 roku utrzymali przez zawieszenie spadków, ale już w 1932 zielono-biali wrócili do II. Ligi. W sezonie 1934/35 wygrał mistrzostwa II. Liga Süd, ale potem przegrał w meczach playoff ze zwycięzcą II. Liga Nord Favoritner AC z łącznym wynikiem 3:4. Jednak klub zrezygnował z dalszych rozgrywek na drugim poziomie.
Wskutek aneksji Austrii przez Rzeszą Niemiecką 12 marca 1938 roku rozgrywki w Austrii były organizowane jako część mistrzostw Niemiec. Austriackie kluby walczyli w Gaulidze, a zwycięzca potem uczestniczył w rozgrywkach pucharowych o tytuł mistrza Niemiec. Związek nowych obywateli czeskich podlegał stałej kontroli i paternalizmowi. W szczególności w 1938 roku istnienie klubu było poważnie zagrożone. Kilkakrotnie ważnym piłkarzom klubu uniemożliwiono udział w zaplanowanych meczach w wyniku dochodzeń policji państwowej przeprowadzonych przez gestapo lub policję wiedeńską, tak że na boisku często było tylko sześciu lub siedmiu piłkarzy. Nazwa Slovan również została zakazana. Ze względu na zakwaterowanie urzędnika Wiedeńskiego Związku Piłki Nożnej klub mógł kontynuować grę jako Wiener AC Sparta od jesieni 1940 roku. Od sezonu 1941/42 do niedokończonego sezonu 1944/45 klub brał udział w rozgrywkach 1. Klasse Wien A (D2).
Następnie po zakończeniu II wojny światowej klub przywrócił nazwę SK Slovan Wien i potem występował na drugim poziomie austriackiej piramidy piłki nożnej. W sezonie 1948/49 zwyciężył w Wiener Liga i po 17 latach wrócił do pierwszej ligi, zwanej Staatsliga A. W sezonie 1949/50 po raz ostatni zagrał w najwyższej lidze, po zajęciu przedostatniego 12.miejsca spadł do Staatsliga B i już nigdy nie wrócił do pierwszej ligi. W następnym 1951 roku został zdegradowany do Wiener Liga (D3), a w 1954 nawet do Wiener 2. Klaße (D4). Wyjściem z tej sytuacji była fuzja z drugoligowym SC Olympia 33 w 1960 roku. Klub z nazwą SK Slovan-Olympia Wien w sezonie 1960/61 ponownie startował na drugim poziomie w lidze, zwanej Regionalliga Ost. Ale w 1965 znów nastąpił spadek do Wiener Liga (D3). W 1969 wrócił do nazwy SK Slovan Wien. W 1971 roku znów został zdegradowany do czwartego poziomu rozgrywek. W 1976 roku nastąpiło połączenie z Hütteldorfer AC (powstał w 1911 roku) i potem występował jako SK Slovan HAC. Klub wywołał kolejną sensację, gdy wielki mistrz futbolu Antonín Panenka pod koniec swojej kariery zasilił klub i pomógł mu w sezonie 1987/88 zdobyć tytuł mistrza Regionalliga Ost (D3). Jednak klubowi odmówiono awansu do drugiej ligi ze strony ÖFB, ponieważ od 1983 roku mieli boisko ze sztuczną nawierzchnią, które w tym czasie nie było jeszcze dozwolone dla drugiej ligi. Od czasu spadku z Admiral Wiener Stadtliga w 2001 roku klub grał w piątej klasie Wiener Oberliga A. W 2008 roku wrócił do Admiral Wiener Stadtliga. Po 5 sezonach w Wiener Stadtliga musiał spaść ponownie do Wiener Oberliga A po sezonie 2012/13. Po reformy ligi w 2014 roku klub zakwalifikował się do 2. Landesligi (D5). Po mniej udanym sezonie 2014/15 klub spadł do Wiener Oberliga A (D6). W sezonie 2015/16 został mistrzem w Oberliga A i wrócił do 2. Landesligi. W sezonie 2016/17 ponownie zdobył mistrzostwo ligi i awansował do Wiener Stadtliga (D4).

## Barwy klubowe, strój
|  |  |

Klub ma barwy niebiesko-białe. Zawodnicy domowe spotkania zazwyczaj grają w niebieskich koszulkach, niebieskich spodenkach oraz niebieskich getrach.

## Sukcesy

### Trofea międzynarodowe
Nie uczestniczył w rozgrywkach europejskich (stan na 31-05-2019).

### Trofea krajowe
| \| \| Zdobyte trofea w rozgrywkach Austrii (stan na: 31-05-2019) \| |                                                            |      |                                    |
| Rozgrywki                                                           | Osiągnięcie                                                | Razy | Sezon(y)                           |
| · Mistrzostwo                                                       | I miejsce                                                  | 0    |                                    |
| · Mistrzostwo                                                       | II miejsce                                                 | 0    |                                    |
| · Mistrzostwo                                                       | III miejsce                                                | 0    |                                    |
| · Mistrzostwo                                                       | 6.miejsce                                                  | 1    | 1925/26                            |
| Puchar                                                              | zdobywca                                                   | 0    |                                    |
| Puchar                                                              | finalista                                                  | 1    | 1923/24                            |
| II liga                                                             | I miejsce                                                  | 4    | 1922/23, 1929/30, 1934/35, 1948/49 |
| II liga                                                             | II miejsce                                                 | 2    | 1944/45, 1945/46                   |
| II liga                                                             | III miejsce                                                | 2    | 1921/22, 1932/33                   |
| Austria                                                             | Zdobyte trofea w rozgrywkach Austrii (stan na: 31-05-2019) |      |                                    |

- Regionalliga Ost (D3):
  - mistrz (1x): 1987/88
  - wicemistrz (1x): 1978/79

## Poszczególne sezony

### Rozgrywki międzynarodowe

#### Europejskie puchary
Nie uczestniczył w rozgrywkach europejskich.

### Rozgrywki krajowe
| \| Austria \| Bilans występów klubu w rozgrywkach piłkarskich Austrii (Stan na 31 maja 2019 r.) \| \| |                                                                                    |        |       |   |   |   |    |    |     |                                                                                             |        |        |      |
| Poziom                                                                                                | Rozgrywki                                                                          | Sezony | Mecze | Z | R | P | B+ | B– | Pkt | Lata                                                                                        | Awanse | Spadki | Naj. |
| I | Erste Klasse/ I. Liga/ Staatsliga A                                                | 9      |       |   |   |   |    |    |     | 1923–1929, 1930–1932, 1949/50                                                               | 0      | 3      | 6    |
| II | 2. Klasse A/ II. Liga/ 1. Klasse Wien/ Wiener Liga/ Staatsliga B/ Regionalliga Ost | 27     |       |   |   |   |    |    |     | 1914–1923, 1929/30, 1932–1935, 1941–1949, 1950/51, 1960–1965                                | 3      | 3      | 1    |
| III                                                                                                   | 2. Klasse B/ Wiener Liga/ Regionalliga Ost/ Wiener Stadtliga                       | 25     |       |   |   |   |    |    |     | 1911–1914, 1951–1954, 1965–1971, 1973/74, 1978–1984, 1987–1992, 1993/94                     | 1      | 6      | 1    |
| IV | Wiener 2. Klaße/ Wiener 1. Klaße/ Wiener Stadtliga                                 | 29     |       |   |   |   |    |    |     | 1954–1960, 1971–1973, 1974–1978, 1984–1987, 1992/93, 1994/95, 1996–2001, 2008–2013, od 2017 | 4      | 3      | 1    |
| | Puchar Austrii                                                                     | ?      |       |   |   |   |    |    |     | od 1914                                                                                     | 0      | 0      | 2    |
| Austria                                                                                               | Bilans występów klubu w rozgrywkach piłkarskich Austrii (Stan na 31 maja 2019 r.)  |        |       |   |   |   |    |    |     |                                                                                             |        |        |      |

## Struktura klubu

### Stadion
Klub piłkarski od lat 70. XX wieku rozgrywa swoje mecze domowe na stadionie Sportplatz Slovan-HAC w Wiedniu, który może pomieścić 3000 widzów. Początkowo grał w różnych miejscach, na Laaer Berg, na Schmelz i w Heiligenstadt, ponieważ klub nie miał jeszcze własnej lokalizacji. Czasami grał również na stadionach Cricketerów w Wiener Prater oraz Wackera w Meidling. Wraz z rosnącym sukcesem budowa własnego stadionu stała się nieunikniona. W 1922 roku na miejscu Laaer Berg utworzono plac „Tschechisches-Herz“-Platz ("Czeskie serce"), który następnie rozbudowano do stadionu aż do otwarcia w sierpniu 1925 roku. Rozbudowa sprawiła, że w kolejnych latach klub miał trudności finansowe. Ten obiekt sportowy istnieje do dziś, ale nie jest już używany przez Slovana, ale przez FK Austria, która zbudowała na nim swój stadion Franza Horra.

## Kibice i rywalizacja z innymi klubami

### Kibice
Kibicami klubu są liczna grupa osób pochodzenia czeskiego, mieszkających w Wiedniu i okolicy.

### Rywalizacja
Największymi rywalami klubu są inne zespoły z miasta.

### Derby
- Admira Wiedeń
- Austria Wiedeń
- First Vienna FC 1894
- Hakoah Wiedeń
- Hertha Wiedeń
- Ostmark Wiedeń
- Rapid Wiedeń
- 1. Simmeringer SC
- Wacker Wiedeń
- Wiener AF
- Wiener SC